# Sólo amigos
Sólo amigos es una comedia romántica estadounidense de 2005, protagonizada por Ryan Reynolds, Amy Smart y Anna Faris.

## Trama
En 1995, Chris Brander (Ryan Reynolds) era un chico con sobrepeso y muy poco popular, y estaba enamorado en secreto de su mejor amiga, la popular Jamie Palomino (Amy Smart).
Un día, estando cerca el día de la graduación en el instituto, los padres de Jamie le organizan una fiesta en su casa a la que Chris acude habiendo escrito una confesión de amor a Jamie en el anuario. 
Tras un intercambio de anuarios accidentalmente con el exnovio de Jamie, Chris es humillado ante todos los presentes con lo que, dolido, huye.
En 2005, Chris es un exitoso y atractivo productor de una compañía discográfica en, Hollywood, Los Ángeles, California. 
Chris lleva a la próxima estrella del pop, Samantha James, (Anna Faris), que está locamente atraída por él.
Samantha lleva a Chris casi a la fuerza a París, pero a mitad del camino tienen que aterrizar ya que Samantha mete papel aluminio en el microondas. Aterrizando así cerca del pueblo de Chris en Nueva Jersey. Con lo que se ve forzado a visitar a su familia.
Por casualidad, Chris vuelve a encontrarse con Jamie en la taberna del pueblo dónde ve que las cosas han sido muy diferentes desde que él se marchó a Los Ángeles como, por ejemplo, que sus dos mejores amigos en el instituto, Clark y Darla (Fred Ewanuick y Amy Matysio respectivamente) se han casado y tienen un hijo en común, que el exnovio de Jamie que se burló de él es ahora un alcohólico sin empleo... aunque Jamie sigue igual. De repente Chris vuelve a ver a la chica a la que con tanto empeño intentó olvidar.
En un último intento por conseguir a Jamie Palamino, Chris tendrá que superar muchísimos obstáculos, como al músico aficionado, Dusty Dinkleman (Chris Klein), que también quiere a Jamie, o los insultos y humillaciones de niños. Aunque Chris no se dará por vencido para hacer que él y Jamie sean -finalmente- algo más que amigos.

## Reparto
- Ryan Reynolds - Chris Brander.
- Amy Smart - Jamie Palamino.
- Anna Faris - Samantha James.
- Chris Klein - Dusty Dinkleman.
- Chris Marquette - Mike Brander.
- Giacomo Beltrami - Mike Brander (de joven).
- Fred Ewanuick - Clark.
- Amy Matysio - Darla.
- Julie Hagerty - Carol Brander
- Wendy Anderson - Sra. Palamino
- Barry Flatman - Sr. Palamino
- Devyn Burant - Brett.
- Jaden Ryan - Joey.
- Annie Brebner - Sarah.
- Mike O'Brian - Padre en el hockey.